# Adeclus
Adeclus is een geslacht van rechtvleugeligen uit de familie sabelsprinkhanen (Tettigoniidae). De wetenschappelijke naam van dit geslacht is voor het eerst geldig gepubliceerd in 1895 door Brunner von Wattenwyl.

## Soorten
Het geslacht Adeclus omvat de volgende soorten:
- Adeclus brevipennis Brunner von Wattenwyl, 1895
- Adeclus spiculatus Stål, 1873
- Adeclus trispinosus Cadena-Castañeda, 2011